# Грузинська писемність
У грузинській мові розвинулися три писемності: асомтаврулі (груз. ასომთავრული, ႠႱႭႫႧႠႥႰႳႪႨ), нусхурі (груз. ნუსხური, ⴌⴓⴑⴞⴓⴐⴈ) і мхедрулі (груз. მხედრული). Їхні букви є еквівалентами одне одного, мають однакові назви і порядок, а також не мають відмінності між великими і малими буквами. Мхедрулі сьогодні є стандартним грузинським письмом, тоді як асомтаврулі та нусхурі тепер використовує лише Грузинська православна церква в церемоніальних релігійних текстах та іконографії (загальна назва цих писемностей хуцурі, тобто, «церковне письмо»). Інколи в оздоблювальних цілях використовують окремий вид чинної абетки, мтаврулі
Грузинське письмо є унікальним і його точне походження лишається нез'ясованим. Водночас порядок букв є схожим до грецького, за винятком літер, що позначають унікальні грузинські звуки і які згруповано в кінці. Початково письмо складалося з 38 літер, а зараз містить 33. Інші картвельські мови також використовують грузинське письмо, адаптуючи кількість літер до своїх потреб.

## Походження
Історія походження грузинських писемностей маловідома, а серед науковців як з самої Грузії, так і з інших країн, немає повної згоди щодо того, за яких обставин і коли саме вони виникли, які умови на це вплинули і хто саме доклався до їхнього створення.

### Асомтаврулі

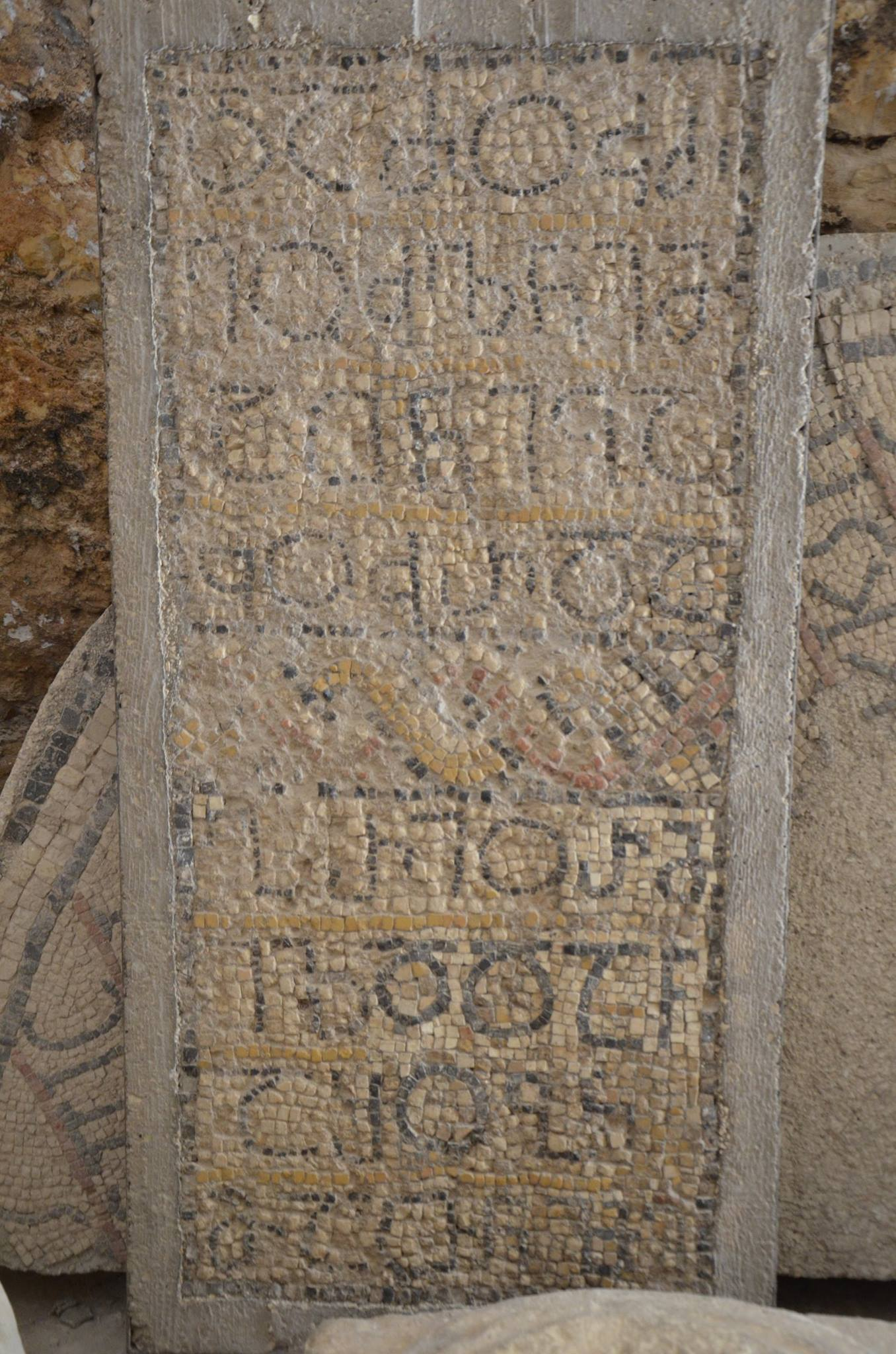
Написи Бір Ель-Кут, датовані 430 роком, є найдавнішою пам'яткою грузинської писемності

Перша писемність, що використовувалася для запису картвельських мов — це асомтаврулі: перші написи з використанням цієї абетки датовані V століттям. Найдавніший напис грузинською мовою був зроблений саме асомтаврулі в 430 році.
Більшість сучасних науковців пов'язує створення грузинських писемностей з хрещенням Іберії, провідного з картлійських князівств. Таким чином асомтаврулі, скоріше за все, була створена в проміжку між IV і V століттями, а саме між правлінням короля Міріана ІІІ в 326—337 роках, який дав початок хрещенню картвельського краю, та створенням написів у Бір Ель-Кут, що були викарбувані 430 року. На користь цієї думки свідчить те, що вперше асомтаврулі використовували для перекладу Біблії та інших священних писань грузинською мовою монахи зі Святої Землі й Грузії.
Починаючи з ІХ століття асомтаврулі поступово зникає з щоденного вжитку, а на заміну їй приходить її ґрафічний різновид — нусхурі. Останні рукописи, зроблені винятково з використанням асомтаврулі, датовані XI століттям. Надалі асомтаврулі використовується переважно в оздоблювальних цілях.
Асомтаврулі частково збереглася як складова частина церковної писемності хуцурі, що використовується й дотепер.

### Нусхурі
Поява нусхурі датується ІХ століттям. Ця писемність спочатку виникла як графічний різновид асомтаврулі, однак згодом розвинулася в окрему писемність.
Найдавніші написи, записані з використанням цієї абетки, виявлені в Сіонській церкві, розташованій у селі Атені (поблизу міста Горі у Грузії). Вони були зроблені 835 року. Також збереглися й рукописи, написані цією писемністю: найдавніші збережені записи датовані 864 роком.
Нусхурі стала провідною писемністю для запису картвельських мов у X столітті, майже повністю замінивши асомтаврулі у щоденному вжитку.
Нусхурі частково збереглася як складова частина церковної  писемності хуцурі, що використовується й дотепер.

### Припущення щодо ранішого походження
У науковому середовищі Грузії часто зустрічається думка про набагато давніше походження грузинських писемностей, ще в дохристиянську добу.
У 1980-х роках професор Леван Чілашвілі виявив написи на асомтаврулі в зруйнованому місті Некресі, які він датував І—ІІ століттями н. е. або І століттям до н. е. Однак його припущення не здобули широкого визнання.
У середньовічній хроніці «Життя князів Картлі», укладеній на початку ІХ століття, стверджується, що грузинську писемність винайшов цар Парнаваз І, перший правитель Іберії. Його правління припало на ІІІ століття до н. е., тобто задовго до хрещення Іберії. У наші дні це твердження вважається легендою та було відкинуте науковою спільнотою через відсутність археологічних знахідок, що могли б підтвердити його.
Грузинський мовознавець Тамаз Ґамкрелідзе висунув інше припущення щодо дохристиянського походження писемності. На його думку, грузинська писемність утворилася під впливом арамейської алоглотографії (переклад висловлювання з однієї мови на іншу таким чином, що первинне висловлювання можна однозначно й правильно відновити) або від іноземних писемностей, що використовувалися для запису грузинських текстів у дохристиянську добу.
Американський науковець Стівен Рапп уважає, що твердження про дохристиянське походження грузинських писемностей пов'язані з намаганнями Грузинської церкви спростувати присутність іноземного впливу, насамперед — припущення, що першу писемність для картвельських мов винайшов вірменин Месроп Маштоц. На думку науковця, такі спроби є прикладом застосування іранської моделі засновчого міту, згідно з якою первісним правителям приписують створення основних суспільних інститутів.

### Вірменський вплив
Уважається, що грузинська писемність певною мірою зазнала вірменського впливу, однак у наукових колах існують суттєві розбіжності щодо того, наскільки сильним був цей вплив.
У вірменських записах V-VII століть стверджується, що грузинську писемність винайшов вірменський віршувальник і проповідник християнської віри Месроп Маштоц, якому також приписують створення кавказької та вірменської писемностей. Основним джерелом таких тверджень є історичні записи Корюна – вірменського письменника та історика, що жив у V столітті та є автором біографії Месропа Маштоца. На основі цих записів вірменський мовознавець Рачія Ачарян висунув припущення, що створення грузинської писемності припало на початок V століття: на його думку, грузинську писемність було створено Месропом Маштоцом у 408 році, через 4 роки після створення вірменської писемності у 404 році. Попри те, що у Грузії історичні праці Корюна вважаються ненадійними та надуманими, Рачія Ачарян відкидав будь-які закиди щодо ненадійності цих записів.
У наукових колах інших країн намагаються не втручатися у суперечки щодо достовірності історичних праць Корюна, цитуючи їх без ствердження їхньої достовірності. Там також схиляються до думки, що до створення грузинської писемності могли бути причетні християнські проповідники з Вірменії, до яких міг належати і Месроп Маштоц.
Спорідненість вірменського та грузинського письма інколи відзначали і у Грузії. Так, тамтешній мовознавець Ніколоз Марі, який вивчав філологію вірменської, грузинської та інших кавказьких мов, у своїй праці «Про єдність задач вірмено-грузинської філології» стверджував, що церковна писемність, вживана у Грузії до ХІ століття, дуже подібна до тої, що використовується у Вірменії.

### Грецький вплив
Грузинська писемність також зазнала суттєвого впливу грецької абетки або ж може походити від неї напряму. Ідея такої спорідненості набула широкого визнання у Грузії.
Серед подібних рис грецької та грузинської писемностей часто наводять ідентичний порядок букв, а також їхнє однакове звукове та числове значення.

### Інші впливи
Деякі науковці припускають, що певні знаки з дохристиянської доби грузинської історії (зокрема, тамги), могли стати основою для створення окремих букв.
Нещодавні археологічні знахідки також свідчать про існування звʼязку грузинської писемності не лише з грецькою абеткою, а й з семітськими писемностями, зокрема з арамейською абеткою.

## Букви

### Основні букви
Сучасна абетка грузинської мови містить 33 букви. Зеленим кольором виділено сучасний вигляд букв (мхедрулі).
| Числове значення | Старе письмо | Старе письмо | Сучасне письмо | Сучасне письмо | Назва | Звук (за IPA) |
| Числове значення | асомтаврулі  | нусхурі      | мтаврулі       | мхедрулі       | Назва | Звук (за IPA) |
| ---------------- | ------------ | ------------ | -------------- | -------------- | ----- | ------------- |
| 1                | Ⴀ            | ⴀ            | Ა              | ა              | ан    | ɑ             |
| 2                | Ⴁ            | ⴁ            | Ბ              | ბ              | бан   | b             |
| 3                | Ⴂ            | ⴂ            | Გ              | გ              | ґан   | g             |
| 4                | Ⴃ            | ⴃ            | Დ              | დ              | дон   | d             |
| 5                | Ⴄ            | ⴄ            | Ე              | ე              | ен    | ɛ             |
| 6                | Ⴅ            | ⴅ            | Ვ              | ვ              | він   | v             |
| 7                | Ⴆ            | ⴆ            | Ზ              | ზ              | зен   | z             |
| 9                | Ⴇ            | ⴇ            | Თ              | თ              | тан   | t             |
| 10               | Ⴈ            | ⴈ            | Ი              | ი              | ін    | i             |
| 20               | Ⴉ            | ⴉ            | Კ              | კ              | к'ан  | kʼ            |
| 30               | Ⴊ            | ⴊ            | Ლ              | ლ              | лас   | l             |
| 40               | Ⴋ            | ⴋ            | Მ              | მ              | ман   | m             |
| 50               | Ⴌ            | ⴌ            | Ნ              | ნ              | нар   | n             |
| 70               | Ⴍ            | ⴍ            | Ო              | ო              | он    | ɔ             |
| 80               | Ⴎ            | ⴎ            | Პ              | პ              | п'ар  | pʼ            |
| 90               | Ⴏ            | ⴏ            | Ჟ              | ჟ              | жан   | ʒ             |
| 100              | Ⴐ            | ⴐ            | Რ              | რ              | рае   | r             |
| 200              | Ⴑ            | ⴑ            | Ს              | ს              | сан   | s             |
| 300              | Ⴒ            | ⴒ            | Ტ              | ტ              | т'ар  | tʼ            |
| –                | ႭჃ / Ⴓ       | ⴓ            | Უ              | უ              | ун    | u             |
| 500              | Ⴔ            | ⴔ            | Ფ              | ფ              | пар   | p             |
| 600              | Ⴕ            | ⴕ            | Ქ              | ქ              | кан   | k             |
| 700              | Ⴖ            | ⴖ            | Ღ              | ღ              | ган   | ɣ             |
| 800              | Ⴗ            | ⴗ            | Ყ              | ყ              | кар   | qʼ            |
| 900              | Ⴘ            | ⴘ            | Შ              | შ              | шин   | ʃ             |
| 1000             | Ⴙ            | ⴙ            | Ჩ              | ჩ              | чин   | t͡ʃ            |
| 2000             | Ⴚ            | ⴚ            | Ც              | ც              | цан   | t͡s            |
| 3000             | Ⴛ            | ⴛ            | Ძ              | ძ              | дзил  | d͡z            |
| 4000             | Ⴜ            | ⴜ            | Წ              | წ              | ц'ил  | t͡sʼ           |
| 5000             | Ⴝ            | ⴝ            | Ჭ              | ჭ              | ч'ар  | t͡ʃʼ           |
| 6000             | Ⴞ            | ⴞ            | Ხ              | ხ              | хан   | x             |
| 8000             | Ⴟ            | ⴟ            | Ჯ              | ჯ              | джан  | d͡ʒ            |
| 9000             | Ⴠ            | ⴠ            | Ჰ              | ჰ              | гае   | h             |

### Застарілі букви
Товариство поширення грамотності серед грузинів, засноване письменником Іллею Чавчавадзе у 1879 році, вилучило 5 букв з грузинської абетки, які стали зайвими.
| Числове значення | Старе письмо | Старе письмо | Сучасне письмо | Сучасне письмо | Назва | Звук (за IPA) |
| Числове значення | асомтаврулі  | нусхурі      | мтаврулі       | мхедрулі       | Назва | Звук (за IPA) |
| ---------------- | ------------ | ------------ | -------------- | -------------- | ----- | ------------- |
| 8                | Ⴡ            | ⴡ            | Ჱ              | ჱ              | хе    | ɛj            |
| 60               | Ⴢ            | ⴢ            | Ჲ              | ჲ              | йота  | j             |
| 400              | Ⴣ            | ⴣ            | Ჳ              | ჳ              | віє   | wi            |
| 7000             | Ⴤ            | ⴤ            | Ჴ              | ჴ              | кхар  | q             |
| 10000            | Ⴥ            | ⴥ            | Ჵ              | ჵ              | гое   | oː ɦ, ʔ       |

- ჱ (хе), яка іноді називається «ei»[31] або «е-мерве» («8-е e»),[32] стала рівноцінною ეჲ «ей», як в ქრისტჱ ~ ქრისტეჲ кріст'ей 'Христос'.
- ჲ (йота), яка також називається йота,[32] вживалась замість ი (ін) після голосної, але з часом і сама стала звучати так само, як ი (ін), і була замінена нею. Тому ქრისტჱ ~ ქრისტეჲ кріст'ей «Христос» зараз записується як ქრისტეი кріст'еі.
- ჳ (віє)[32] стала звучати так само як ვი ві й була замінена цим буквосполученням, як в სხჳსი > სხვისი схвісі «інші'».
- ჴ (кхар, хар)[32] стала звучати так само як і ხ (хан), і була замінена нею. Наприклад, ჴლმწიფე стало ხელმწიფე «незалежний».
- ჵ (гое)[32] вживалася для вигуку хоі! (зараз записується як ჰოი), пізніше – для передачі подовженого звуку [oː]. У грузинській мові більше не використовується, у бацбійській мові позначає дзвінкий гортанний фрикативний звук [ɦ] (в українській мові позначається буквою г) або гортанне зімкнення [ʔ].

Попри це, дані літери й нині вживаються в інших картвельських мовах, де вони позначають подібні звуки.

### Додаткові букви грузинської абетки
Абетка мхедрулі застосовувалась також і для інших мов, окрім грузинської. Тому до неї були додані додаткові букви для передачі звуків цих мов.
| Числове значення | Старе письмо | Старе письмо | Сучасне письмо | Сучасне письмо | Назва                 | Звук (за IPA) |
| Числове значення | асомтаврулі  | нусхурі      | мтаврулі       | мхедрулі       | Назва                 | Звук (за IPA) |
| ---------------- | ------------ | ------------ | -------------- | -------------- | --------------------- | ------------- |
| –                | Ⴧ            | ⴧ            | Ჷ              | ჷ              | юн                    | ə, ɨ          |
| –                | –            | –            | Ჸ              | ჸ              | еліф                  | ʔ             |
| –                | –            | –            | Ჶ              | ჶ              | фі                    | f             |
| –                | –            | –            | Ჹ              | ჹ              | перевернута буква ґан | ɢ             |
| –                | –            | –            | Ჺ              | ჺ              | айн                   | ʔ             |
| –                | Ⴭ            | ⴭ            | Ჽ              | ჽ              | аен                   | æ             |
| –                | –            | –            | Ჾ              | ჾ              | твердий знак          | ◌ˠ            |
| –                | –            | –            | Ჿ              | ჿ              | огублюючий знак       | ◌ʷ            |

- ჶ (фі) використовується в лазькій абетці, а також використовувалась в абхазькій та осетинській абетках[33]. Вона походить від грецької букви Φ (phi).
- ჷ (шва), також називається юн, використовується для звуку шва [ə] у сванській та мегрельській абетках, також використовувалась в абхазькій та осетинській абетках[33]. В осетинській абетці вона передавала звук [ɨ], є рівноцінною сучасній осетинській кириличній букві Ы, ы.
- ჸ (еліфі) використовується для гортанного зімкнення [ʔ] у сванській та мегрельській абетках[33]. Вона є оберненою ყ (к'ар).
- ჹ (перевернута ґан) колись використовувалась для звуку [ɢ] в євангельській літературі, написаній дагестанськими мовами[33].
- ჺ (айн) іноді використовується для звуку [ʕ] в бацбійській мові[33]. Вона походить від арабської букви ع (‘айн).
- ჽ (аен) використовувалась в осетинській абетці для передачі звуку [æ][34]. Є рівноцінною сучасній осетинській кириличній букві Ӕ, ӕ.
- ჾ (твердий знак) використовувалась в абхазькій абетці для позначення веляризації попереднього приголосного звук[34].
- ჿ (огублюючий знак) використовувалась в абхазькій абетці для позначення лабіалізації попереднього приголосного звуку[34].

## Порівняльна таблиця
Порівняльна таблиця усіх абеток грузинської мови. Зеленим кольором виділено вилучені букви, червоним кольором – додаткові букви картвельських мов, бузковим кольором – додаткові букви кавказьких мов.
| Число | Букви       | Букви   | Букви    | Букви    | Unicode | Назва                 | Звуки (IPA)                                            | Латиниця           | Латиниця                  |
| Число | асомтварулі | нусхурі | мтаврулі | мхедрулі | Unicode | Назва                 | Звуки (IPA)                                            | Державний стандарт | Лазська латиниця (лазурі) |
| ----- | ----------- | ------- | -------- | -------- | ------- | --------------------- | ------------------------------------------------------ | ------------------ | ------------------------- |
| 1     | Ⴀ           | ⴀ       | Ა        | ა        | U+10D0  | ан                    | /ɑ/ сван. /a, æ/                                       | A a                | A a                       |
| 2     | Ⴁ           | ⴁ       | Ბ        | ბ        | U+10D1  | бан                   | /b/                                                    | B b                | B b                       |
| 3     | Ⴂ           | ⴂ       | Გ        | გ        | U+10D2  | ґан                   | /ɡ/                                                    | G g                | G g                       |
| 4     | Ⴃ           | ⴃ       | Დ        | დ        | U+10D3  | дон                   | /d/                                                    | D d                | D d                       |
| 5     | Ⴄ           | ⴄ       | Ე        | ე        | U+10D4  | ен                    | /ɛ/                                                    | E e                | E e                       |
| 6     | Ⴅ           | ⴅ       | Ვ        | ვ        | U+10D5  | він                   | /v/                                                    | V v                | V v                       |
| 7     | Ⴆ           | ⴆ       | Ზ        | ზ        | U+10D6  | зен                   | /z/                                                    | Z z                | Z z                       |
| 8     | Ⴡ           | ⴡ       | Ჱ        | ჱ        | U+10F1  | хе                    | /eɪ/ сван. /eː/                                        | —                  | —                         |
| 9     | Ⴇ           | ⴇ       | Თ        | თ        | U+10D7  | тан                   | /t⁽ʰ⁾/                                                 | T t                | T t                       |
| 10    | Ⴈ           | ⴈ       | Ი        | ი        | U+10D8  | ін                    | /i/                                                    | I i                | I i                       |
| 20    | Ⴉ           | ⴉ       | Კ        | კ        | U+10D9  | к'ан                  | /kʼ/                                                   | Kʼ kʼ              | Ǩ ǩ                       |
| 30    | Ⴊ           | ⴊ       | Ლ        | ლ        | U+10DA  | лас                   | /l/                                                    | L l                | L l                       |
| 40    | Ⴋ           | ⴋ       | Მ        | მ        | U+10DB  | ман                   | /m/                                                    | M m                | M m                       |
| 50    | Ⴌ           | ⴌ       | Ნ        | ნ        | U+10DC  | нар                   | /n/                                                    | N n                | N n                       |
| 60    | Ⴢ           | ⴢ       | Ჲ        | ჲ        | U+10F2  | йота                  | /je/ мегр., сван., лаз. /j/                            | —                  | Y y                       |
| 70    | Ⴍ           | ⴍ       | Ო        | ო        | U+10DD  | он                    | /ɔ/ сван. /ɔ, œ/                                       | O o                | O o                       |
| 80    | Ⴎ           | ⴎ       | Პ        | პ        | U+10DE  | п'ар                  | /pʼ/                                                   | Pʼ pʼ              | P̌ p̌                       |
| 90    | Ⴏ           | ⴏ       | Ჟ        | ჟ        | U+10DF  | жан                   | /ʒ/                                                    | Zh zh              | J j                       |
| 100   | Ⴐ           | ⴐ       | Რ        | რ        | U+10E0  | рае                   | /r/                                                    | R r                | R r                       |
| 200   | Ⴑ           | ⴑ       | Ს        | ს        | U+10E1  | сан                   | /s/                                                    | S s                | S s                       |
| 300   | Ⴒ           | ⴒ       | Ტ        | ტ        | U+10E2  | т'ар                  | /tʼ/                                                   | Tʼ tʼ              | Ť t̆                       |
| 400   | Ⴣ           | ⴣ       | Ჳ        | ჳ        | U+10F3  | віє                   | /uɪ/ сван. /w/                                         | —                  | —                         |
| 400   | Ⴓ           | ⴓ       | Უ        | უ        | U+10E3  | ун                    | /u/ сван. /u, y/                                       | U u                | U u                       |
| —     | Ⴧ           | ⴧ       | Ჷ        | ჷ        | U+10F7  | юн                    | мегр., сван. /ə/ осет. /ɨ/                             | —                  | —                         |
| 500   | Ⴔ           | ⴔ       | Ფ        | ფ        | U+10E4  | пар                   | /p⁽ʰ⁾/                                                 | P p                | P p                       |
| 600   | Ⴕ           | ⴕ       | Ქ        | ქ        | U+10E5  | кан                   | /k⁽ʰ⁾/                                                 | K k                | K k                       |
| 700   | Ⴖ           | ⴖ       | Ღ        | ღ        | U+10E6  | ган                   | /ɣ/                                                    | Gh gh              | Ğ ğ                       |
| 800   | Ⴗ           | ⴗ       | Ყ        | ყ        | U+10E7  | к'ар                  | /qʼ/                                                   | Qʼ qʼ              | Q q                       |
| —     | —           | —       | Ჸ        | ჸ        | U+10F8  | еліф                  | мегр., сван. /ʔ/                                       | —                  | —                         |
| 900   | Ⴘ           | ⴘ       | Შ        | შ        | U+10E8  | шин                   | /ʃ/                                                    | Sh sh              | Ş ş                       |
| 1000  | Ⴙ           | ⴙ       | Ჩ        | ჩ        | U+10E9  | чин                   | /tʃ⁽ʰ⁾/                                                | Ch ch              | Ç ç                       |
| 2000  | Ⴚ           | ⴚ       | Ც        | ც        | U+10EA  | цан                   | /ts⁽ʰ⁾/                                                | Ts ts              | Ʒ ʒ                       |
| 3000  | Ⴛ           | ⴛ       | Ძ        | ძ        | U+10EB  | дзил                  | /dz/                                                   | Dz dz              | Ž ž                       |
| 4000  | Ⴜ           | ⴜ       | Წ        | წ        | U+10EC  | ц'ил                  | /tsʼ/                                                  | Tsʼ tsʼ            | Ǯ ǯ                       |
| 5000  | Ⴝ           | ⴝ       | Ჭ        | ჭ        | U+10ED  | ч'ар                  | /tʃʼ/                                                  | Chʼ chʼ            | Ç̌ ç̌                       |
| 6000  | Ⴞ           | ⴞ       | Ხ        | ხ        | U+10EE  | хан                   | /χ/                                                    | Kh kh              | X x                       |
| 7000  | Ⴤ           | ⴤ       | Ჴ        | ჴ        | U+10F4  | кар                   | /q⁽ʰ⁾/                                                 | —                  | —                         |
| 8000  | Ⴟ           | ⴟ       | Ჯ        | ჯ        | U+10EF  | джан                  | /dʒ/                                                   | J j                | C c                       |
| 9000  | Ⴠ           | ⴠ       | Ჰ        | ჰ        | U+10F0  | hae                   | /h/                                                    | H h                | H h                       |
| 10000 | Ⴥ           | ⴥ       | Ჵ        | ჵ        | U+10F5  | гое                   | /oː/ бацб. /ʕ, ɦ/                                      | —                  | —                         |
| —     | —           | —       | Ჶ        | ჶ        | U+10F6  | фі                    | лаз. /f/                                               | —                  | F f                       |
| —     | —           | —       | Ჹ        | ჹ        | U+10F9  | перевернута буква ґан | табас. /ɢ/                                             | —                  | —                         |
| —     | —           | —       | Ჺ        | ჺ        | U+10FA  | айн                   | бацб. /ʕ/                                              | —                  | —                         |
| —     | —           | —       | —        | ჼ        | U+10FC  | надрядковий знак нар  | бацб. /◌̃/ назалізація попереднього звука               | —                  | —                         |
| —     | Ⴭ           | ⴭ       | Ჽ        | ჽ        | U+10FD  | аен                   | осет. /æ/                                              | —                  | —                         |
| —     | —           | —       | Ჾ        | ჾ        | U+10FE  | твердий знак          | абх. /◌ˠ/ веляризація попереднього приголосного звука  | —                  | —                         |
| —     | —           | —       | Ჿ        | ჿ        | U+10FF  | огублюючий знак       | абх. /◌ʷ/ лабіалізація попереднього приголосного звука | —                  | —                         |

## Світлини

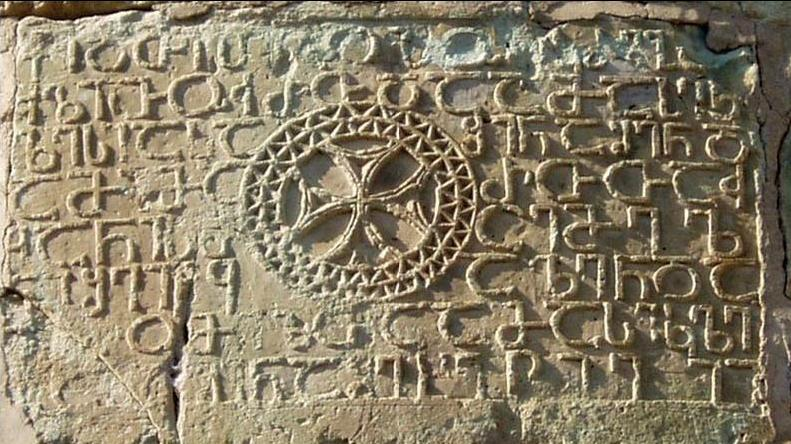
Один з найдавніших зразків грузинської абетки - напис на церкві Болнісі Сіоні в Південній Грузії.
Грузинська каліграфія.
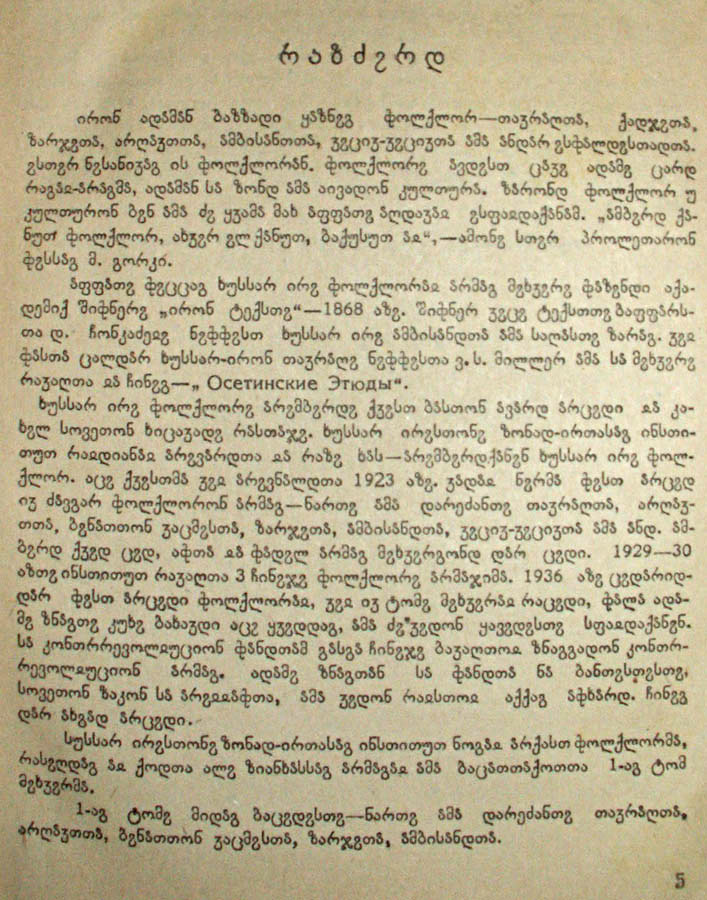
Осетинський текст, записаний грузинським письмом мхедрулі (осетинський збірник усної народної творчості, 1940 р., Південна Осетія).
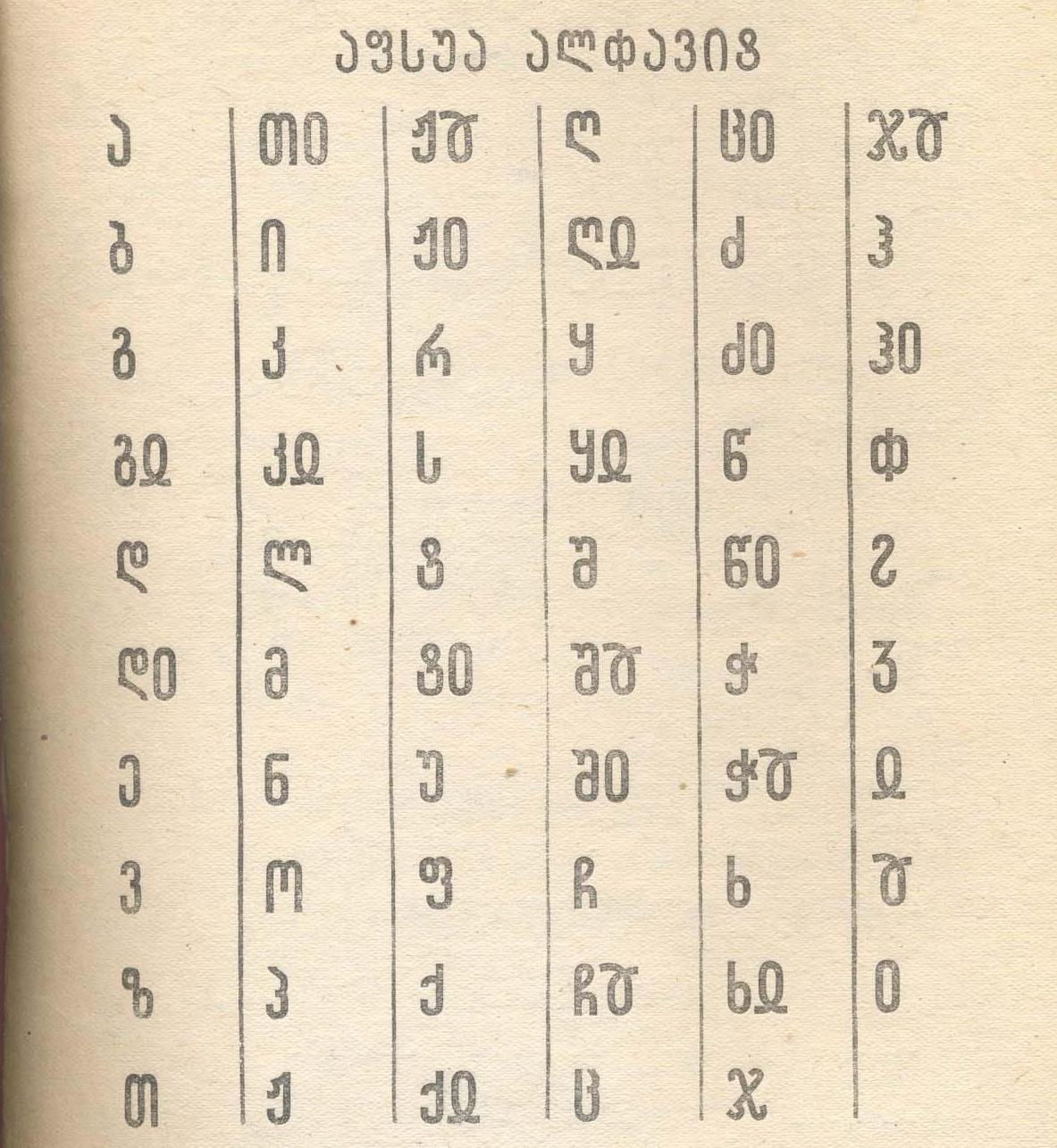
Абхазька абетка на основі мхедрулі. Використовувалася в 1938 - 1953 роках.